# Guido Schmidt

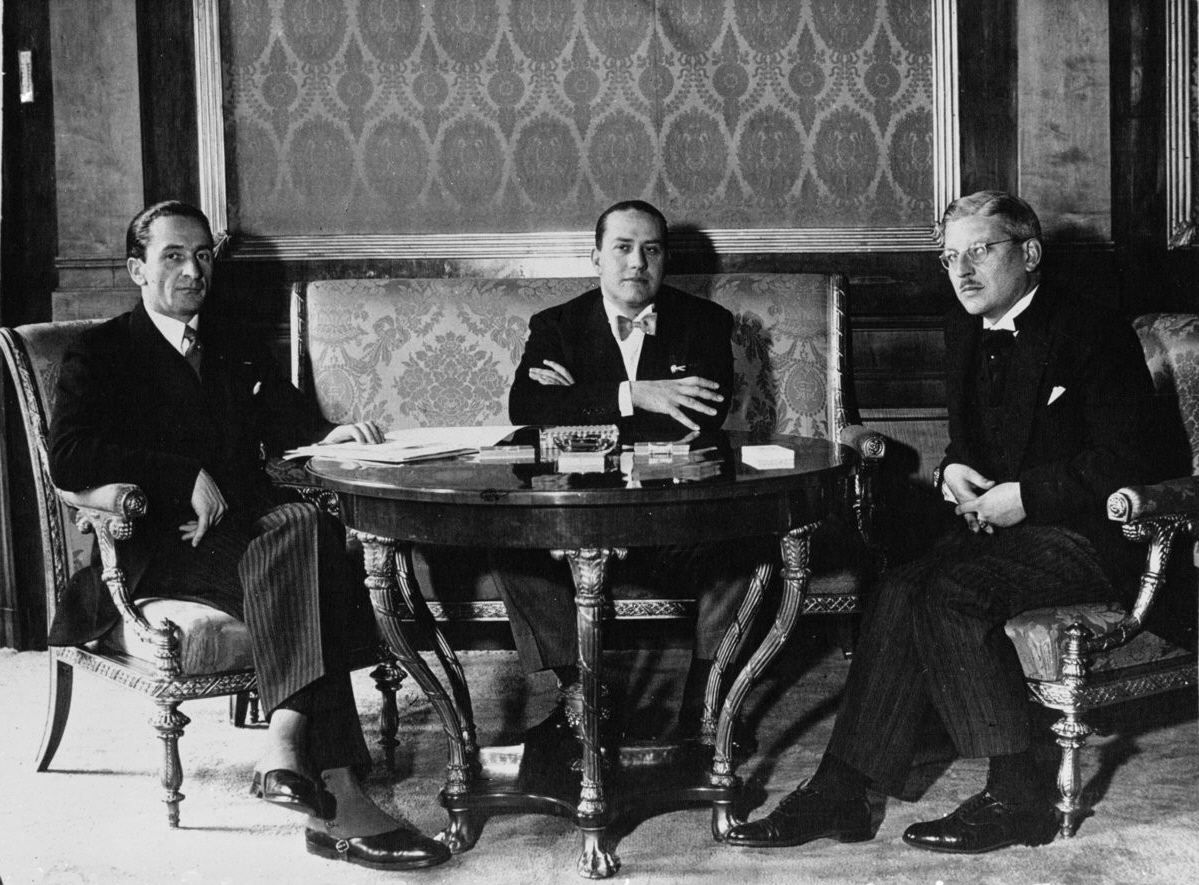
Schmidt (links) in 1936 met naast hem Galeazzo Ciano en daarnaast Kurt von Schuschnigg

Guido Schmidt (Bludenz, 15 januari 1901 – Wenen, 5 december 1957) was een Oostenrijks politicus en diplomaat. Guido Schmidt was van 1928 tot 1938 vicekabinetsdirecteur van president Miklas. In 1936 werd hij staatssecretaris van buitenlandse zaken. Hij sloot op 11 juni 1936 een tolunie-verdrag met nazi-Duitsland, waarin Duitsland de soevereiniteit van Oostenrijk erkende en waarin beide landen afspraken om nauw samen te werken.
Op 12 februari 1938 werd hij minister van Buitenlandse Zaken. Samen met Kurt von Schuschnigg, de bondskanselier en enkele afgevaardigden bracht hij in het voorjaar van 1938 een bezoek aan het Berghof, op de Obersalzberg in Berchtesgaden, Hitlers buitenverblijf in de Alpen. Hitler zette de Oostenrijkse delegatie onder scherpe druk om akkoord te gaan met een anschluss (aansluiting, aanhechting) van Oostenrijk aan Duitsland. De delegatie deed echter slechts enkele concessies, en keerde weer naar Oostenrijk terug. Schuschnigg wilde aanvankelijk een volksstemming houden, maar Hitler dreigde met een gewapende aanval op Oostenrijk. Uiteindelijk trad de regering Schuschnigg af en het kabinet onder Arthur Seyss-Inquart trad aan. Deze informeerde Hitler dat deze Oostenrijk kon annexeren, zonder dat er tegenstand zou worden geboden door de Bundeswehr. Op 12 maart 1938 was de anschluss voltooid. 
Guido Schmidt was gedurende de Tweede Wereldoorlog werkzaam in de industrie. Aan het einde van de oorlog wegens een welgezinde houding ten opzichte van de bezetter gearresteerd. In 1947 werd Schmidt vrijgesproken. Schmidt trad tijdens de Processen van Neurenberg op als getuige.